# Alexander zu Dohna-Schlobitten
Alessandro di Dohna-Schlobitten (Coppet, 25 gennaio 1661 – Königsberg, 25 febbraio 1728) è stato un militare e diplomatico prussiano.

## Biografia
Alessandro di Dohna-Schlobitten apparteneva ad una nobile famiglia di burgravi sassoni: suo padre era governatore del Principato prussiano di Orange e suo fratello era Cristoph zu Dohn-Schlobitten, col quale venne educato da Pierre Bayle. Alessandro studiò alla scuola militare di Morąg, dove divenne capitano d'artiglieria.
Entrato nelle grazie dell'elettore di Brandeburgo Federico I, fu mandato in missione diplomatica in Polonia, quindi partecipò alla guerra dei Nove Anni contro la Francia e all'assedio di Bonn; nel 1690 comprò un reggimento di fanteria.
Fu anche ambasciatore in Svezia e governatore di Baltijsk. L'elettore di Brandeburgo gli affidò l'educazione del principe Federico Guglielmo, ma entrato in contrasto con il politico Johan Kasimir Kolbe von Wartemberg, lasciò la corte e decise di combattere nelle truppe di Egmont von Châset contro gli svedesi e accompagnò Federico Guglielmo alla presa di Stralsunda, per poi ricevere da Adolf Friedrich von der Schulemburg, nuovo uomo di corte, le mansioni di gentiluomo di camera e di Ministro delle Finanze.
Fu inoltre amico del generale Wilhelm Sebastian von Belling e tutore di Joachim Bernhard von Prittwitz nonché amico del padre di Gerhard Werner von der Schulemburg; dalla sua famiglia discesero numerosi politici e militari tedeschi.
Egli fu inoltre il primo della sua famiglia ad aggiungere al proprio cognome quello di Schlobitten che identificava gloriosamente l'ambizioso palazzo residenziale che proprio sotto la sua supervisione iniziò a costruire.

## Matrimonio e figli
Alessandro sposò Emilia Luisa di Dohna-Carwinden (28 luglio 1661 – 2 aprile 1724) il 10 settembre 1684 per poi risposarsi in seconde nozze dopo la morte della prima moglie con Giovanna Sofia di Dohna-Reichertswalde (27 agosto 1682 – 2 aprile 1735) il 26 dicembre 1725. Ebbe quindici figli solo dalla prima moglie, mentre il secondo matrimonio non produsse eredi. Tra i suoi figli più celebri citiamo Alberto Cristoforo (23 settembre 1698 - 3 maggio 1752) che fu Tenente Colonnello e dal 1728 comandante di un reggimento di fanteria prussiano nonché maestro di camera della regina Sofia Dorotea. Un altro figlio, Alessandro Emilio (17 aprile 1704 - 30 settembre 1745) prestò servizio come Colonnello e comandante di un reggimento di fanteria prussiano nell'assedio di Soor. Sua figlia Guglielmina Amalia († 1757) fu invece la prima moglie di Otto Magnus von Dönhoff.